# Saraiu
Saraiu é uma comuna romena localizada no distrito de Constanţa, na região de Dobruja. A comuna possui uma área de 113.57 km² e sua população era de 1394 habitantes segundo o censo de 2007.